# Led Zeppelin Box Set
Led Zeppelin Box Set är en box med 54 Led Zeppelin-låtar på totalt fyra cd. Utgavs 7 september 1990. 

## Låtar på albumen

### Cd 1
1. "Whole Lotta Love"
2. "Heartbreaker"
3. "Communication Breakdown"
4. "Babe I'm Gonna Leave You"
5. "What Is and What Should Never Be"
6. "Thank You"
7. "I Can't Quit You Baby"
8. "Dazed and Confused"
9. "Your Time Is Gonna Come"
10. "Ramble On"
11. "Travelling Riverside Blues" (Tidigare outgiven)
12. "Friends"
13. "Celebration Day"
14. "Hey Hey What Can I Do" (Tidigare outgiven)
15. "White Summer"/"Black Mountain Side" (Tidigare outgiven)

### Cd 2
1. "Black Dog"
2. "Over the Hills and Far Away"
3. "Immigrant Song"
4. "The Battle of Evermore"
5. "Bron-Y-Aur Stomp"
6. "Tangerine"
7. "Going to California"
8. "Since I've Been Loving You"
9. "D'yer Mak'er"
10. "Gallows Pole"
11. "Custard Pie"
12. "Misty Mountain Hop"
13. "Rock and Roll"
14. "The Rain Song"
15. "Stairway to Heaven"

### Cd 3
1. "Kashmir"
2. "Trampled Under Foot"
3. "For Your Life"
4. "No Quarter"
5. "Dancing Days"
6. "When the Levee Breaks"
7. "Achilles Last Stand"
8. "The Song Remains the Same"
9. "Ten Years Gone"
10. "In My Time of Dying"

### Cd 4
1. "In the Evening"
2. "Candy Store Rock"
3. "The Ocean"
4. "Ozone Baby"
5. "Houses of the Holy"
6. "Wearing and Tearing"
7. "Poor Tom"
8. "Nobody's Fault But Mine"
9. "Fool in the Rain"
10. "In the Light"
11. "The Wanton Song"
12. "Moby Dick"/"Bonzo's Montreux" (Tidigare outgiven)
13. "I'm Gonna Crawl"
14. "All My Love"